# Hexenkessel (1950)
Hexenkessel (Im Original: Crisis) ist ein 1949 gedrehter US-amerikanischer Politthriller. Regiedebütant Richard Brooks gab hier dem bisher überwiegend als Filmkomiker eingesetzten Cary Grant „die Gelegenheit, sich als Charakterdarsteller zu beweisen. Als US-Chirurg, der sich mit seiner Frau auf Besuch in einem fiktiven, im Aufruhr befindlichen lateinamerikanischen Land befindet, muss er sich zwischen Berufsethik und dem eigenen Gewissen entscheiden, als er bei dem an einem Gehirntumor erkrankten, despotischen Diktator eine Operation vornehmen soll.“ Die Storyvorlage lieferte George Tabori.

## Handlung
Der amerikanische Facharzt Dr. Eugene Ferguson hat sich einen Namen als Neurochirurg gemacht, der selbst schwierige Gehirnoperationen erfolgreich durchführen kann. Er befindet sich mit seiner Frau Helen gerade auf Erholungsreise in einem nicht näher benannten lateinamerikanischen Land, als es dort politisch zu gären beginnt und die unzufriedenen Menschen auf die Straßen strömen, um gegen den diktatorisch regierenden Staatspräsidenten Raoul Farrago zu demonstrieren. Während sich draußen die Situation immer mehr anspannt und das Regime mit äußerster Härte gegen die revoltierenden Bürger vorgeht, erscheint bei Ferguson ein Emissär Farragos, der ihn bittet, sich mit dem Präsidenten zu treffen. Nur äußerst ungern sagt Ferguson zu, will er sich doch in dieser politisch aufgeheizten Situation keinesfalls in die inneren Angelegenheiten dieses Landes einmischen, sondern neutral verhalten und sich und seine Frau nicht in Gefahr begeben. Schließlich willigt Ferguson ein, nachdem man ihm gesagt hat, dass der Präsident dringend seine medizinische Hilfe benötige. Farrago ist an einem lebensgefährlichen Hirntumor erkrankt, und nur ihm, der medizinischen Koryphäe Dr. Ferguson, traut man zu, den Präsidenten zu retten. Seinem Rat, sich in eine Fachklinik im benachbarten Ausland zu begeben, schlägt Farrago ab. Er will sein Land in dieser angespannten Situation keinesfalls verlassen.
Der Mediziner ist hin- und hergerissen; beide Seiten versuchen ihn zu beeinflussen. Während der Anführer der Aufständischen, Roland Gonzales, ihn dringend dazu auffordert, keine Operation vorzunehmen bzw. den Diktator beim Eingriff sterben zu lassen, warnen Farragos Vertraute den Amerikaner exakt vor derlei Gedankenspielen. Ferguson wird im Laufe der Tage, in denen er mit sich ringt, Zeuge, wie brutal das Regime gegen Andersdenkende vorgeht, allen voran in Gestalt des skrupellosen Oberst Adragon. Um den Druck auf den Chirurgen zu erhöhen, lässt Gonzales Helen entführen; ihr Ehemann solle den chirurgischen Eingriff zwar vornehmen, den Diktator jedoch dabei aufgrund eines „Kunstfehlers“ sterben lassen. Isabel Farrago, die Präsidentengattin, hört davon und bedrängt nun ihrerseits den US-Arzt. Dr. Ferguson operiert, seinem hippokratischen Eid folgend, und die Operation ist ein voller Erfolg. Mit bandagiertem Kopf will der Diktator sofort seine Arbeit wieder aufnehmen, obwohl ihm sein Chirurg eindringlich davor warnt, sich so früh nach dem Eingriff zu überanstrengen. Draußen tobt das Volk, und drinnen versucht Farrago mit aller Kraft sein Regime zu stabilisieren. Dabei erleidet er den von Dr. Ferguson befürchteten Rückschlag und fällt tot um. Nun kann sich das Schreckensregime Farragos nicht länger halten, und die Revolution siegt auf ganzer Linie. Gonzales, der glaubt, dass Ferguson seinem Druck gefolgt sei, lässt Helen wieder frei, und das amerikanische Ehepaar kann seine Heimreise in die USA antreten.

## Produktionsnotizen
Hexenkessel wurde 1949 gedreht und am 7. Juli 1950 in den USA uraufgeführt. In Deutschland lief der Film am 14. Oktober 1955 an, die deutsche Fernsehpremiere erfolgte am 31. August 1970 um 20:15 Uhr im ZDF.
Die Filmbauten entwarfen Cedric Gibbons und Preston Ames, Ausstatter war Edwin B. Willis. Douglas Shearer überwachte den Ton. A. Arnold Gillespie lieferte die Spezialeffekte.
Die Produktionskosten lagen bei über anderthalb Millionen Dollar, Hexenkessel spielte aber nur gut 1,4 Millionen Dollar ein.

## Kritiken
Die Kritiken fielen recht unterschiedlich aus. Nachfolgend fünf Beispiele:
Bosley Crowther nannte in der New York Times den Film zwar eine „Groschenheft-Geschichte“, schrieb aber auch, dass „Teile des Films amüsant und die beiden Hauptdarsteller gut sind“.

„Mit dem für Hollywoods glattes Studiosystem und den auf Komödien abonnierten Cary Grant ungewöhnlichen Revolutions-Stoff ‚Hexenkessel‘, der von dem ethischen Konflikt eines US-Chirurgen auf Besuch in einer im Umsturz befindlichen Diktatur erzählt, gab Brooks ein beachtliches Regie-Debüt.“

Der Movie & Video Guide fand den Film „faszinierend aber langsam“.

„Ein bemerkenswert intelligenter politischer Reißer mit fesselnden Konfliktsituationen, auch wenn er letztlich das dramaturgische Gleichgewicht zwischen Ideendrama und spannendem Actionfilm nicht ganz findet.“

Halliwell‘s Film Guide meinte, der Film sei ein „mürrisches, intellektuelles Spannungsstück … Gut gemacht aber kalt“.